# ハローズ防府新田モール
ハローズ防府新田モール（ハローズほうふしんでんモール）は、山口県防府市新田にあるショッピングセンター。

## 概要
山口県1号店として、マックスバリュ新田店跡地に2023年12月1日にオープン。4月18日に、山口県防府市に進出する方針を発表し、その8ヶ月後にオープンした。

## 沿革
- 2023年
  - 12月1日 - ハローズ、セブン銀行ATMがオープン。
  - 12月2日 - ホワイト急便がオープン。
  - 12月20日 - Seriaがオープン。
  - 12月23日 - ドラッグストアモリがオープン。

## テナント
- ハローズ（スーパーマーケット）
- ドラッグストアモリ（ドラッグストア）
- Seria（100円ショップ）
- ホワイト急便（クリーニング）
- セブン銀行ATM（ATM）